# Ialananindro
Ialananindro est une commune rurale malgache dans le district de Lalangina, dans la partie centrale de la région Haute Matsiatra.

## Histoire
La colline d'Ialananindro est un site historique qui servait de capitale au royaume betsileo de Lalangina.